# 1568
1568 (MDLXVIII) fue un año bisiesto comenzado en jueves del calendario juliano.

## Acontecimientos
- 7 de febrero: las Islas Salomón son descubiertas por una expedición española de Álvaro de Mendaña.
- 23 de marzo: en Francia se libra la batalla de Longiumeau, que puso fin a la segunda guerra de religión entre los hugonotes y los católicos franceses.
- 2 de mayo: en Shanxi (China) sucede un terremoto. Posiblemente sea el mismo que se registró el 15 de mayo de este año.
- 23 de mayo: en los Países Bajos se libra la batalla de Heiligerlee entre tropas españolas y tropas holandesas.
- 5 de junio: en la Grand Place de Bruselas (Bélgica) son decapitados el conde de Egmont y el conde de Horn, tras ser arrestados por Fernando Álvarez de Toledo, tercer duque de Alba.
- 21 de julio: en los Países Bajos se libra la batalla de Jemmingen entre las tropas españolas de Fernando Álvarez de Toledo y los rebeldes holandeses de Luis de Nassau. Esto marca el inicio de la Guerra de los Ochenta Años, también llamada como la Independencia de los Países Bajos.
- Septiembre: Erico XIV de Suecia es depuesto en un golpe de Estado liderado por sus dos hermanastros.
- 23 de septiembre: frente a las costas de Veracruz se libra la batalla de San Juan de Ulúa cuando una flota de escolta de la Armada Española al mando de Francisco Luján, ataca y destruye una flota inglesa comandada por Francis Drake y John Hawkins.
- 20 de octubre: en los Países Bajos se libra la batalla de Jodoigne entre las tropas españolas de Fernando Álvarez de Toledo y los rebeldes holandeses de Guillermo de Orange.
- 5 de noviembre: en el Virreinato de Nueva España, toma posesión de su cargo Martín Enríquez de Almansa, como cuarto virrey de la Nueva España.
- 6 de noviembre: en el sector Suruapo Suruapai de la quebrada Paracotos muere el cacique Guaicaipuro, líder de la Confederación Indígena de Caracas.
- 24 de diciembre: en la provincia de Granada (España) estalla la rebelión morisca de Las Alpujarras.
- Inicia la Guerra ruso-turca de 1568–70.
- Ascenso de Ashikaga Yoshiaki como shogun de Japón. Inicia el Período Azuchi-Momoyama, que durará hasta el año 1603.

## Arte y literatura
- Jacopo Vignola diseña y dirige la construcción de la Iglesia del Gesù (Roma).

## Nacimientos
- 2 de enero: Luisa Carvajal y Mendoza, poetisa mística española (f. 1614); más probablemente nacida en 1566.
- 11 de febrero: Honoré d'Urfé, escritor preciosista francés (f. 1625).
- 5 de septiembre: Tomás Campanella, filósofo dominico italiano (f. 1639).
- Jerónimo Pujades, historiador español (f. 1635).

## Fallecimientos
- 15 de enero: Catherine Carey, primera hija de María Bolena y William Carey (n. 1524).
- 13 de mayo: Sofía de Pomerania, reina consorte de Dinamarca (n. 1498).
- 7 de julio: William Turner, botánico y ornitólogo británico (n. 1508).
- 15 de agosto: Estanislao Kostka, santo polaco (n. 1550).
- 3 de octubre: Isabel de Valois, esposa de Felipe II de España y Ñuflo de Chaves explorador y conquistador español [n. 1518 en Santa Cruz de la Sierra (España)]
- Carlos de Austria, príncipe español, hijo de Felipe II y heredero del trono.
- Jean Parisot de la Valette, defensor de la isla de Malta ante la invasión otomana.